# Jimmy Reardon
Jimmy Reardon (Alternativtitel: Jimmy Reardon – Süße Träume auf dem College; Originaltitel: A Night in the Life of Jimmy Reardon) ist ein US-amerikanisches Filmdrama aus dem Jahr 1988. Regie führte William Richert, der das Drehbuch anhand des eigenen Romans Aren't You Even Gonna Kiss Me Goodbye? aus dem Jahr 1963 schrieb.

## Handlung
Die Handlung spielt in den 1960er Jahren in Chicago. Der 17-jährige Jimmy Reardon lebt in einer bevorzugten Wohngegend in einer Vorstadt. Er lehnt den Lebensstil seines Vaters, eines Buchhalters, ab. Seine Freundin Lisa Bentwright, die einer vermögenden Familie entstammt, soll auf Hawaii studieren.
Reardon steht kurz vor dem Abschluss der High School – und vor der Entscheidung zwischen der einstigen Hochschule seines Vaters, dem Studium gemeinsam mit Bentwright und dem direkten Einstieg ins Berufsleben.

## Hintergründe
Der Film wurde in Chicago und in Evanston (Illinois) gedreht.
Der Film wurde gegen den Willen des Regisseurs von Island Pictures gekürzt und der Off-Kommentar von William Richert durch einen von River Phoenix gesprochenen Off-Kommentar ersetzt. Richert veröffentlichte seine ursprüngliche Version des Films im Jahr 2008 unter dem Titel Aren’t You Even Gonna Kiss Me Goodbye?.
Der Film spielte in den Kinos der USA ca. 6,26 Millionen US-Dollar ein.

## Kritiken
Janet Maslin schrieb in der New York Times vom 27. Februar 1988, der Film sei „kaum der erste Film über die sexuellen Heldentaten eines heranwachsenden Jugendlichen“. Er sei jedoch eine Arbeit des Regisseurs William Richert, der zuvor das „Meisterwerk“ Winter Kills drehte – und daher sei alles andere als die „übliche Ware“. Die Qualität der Darstellungen variiere stark. River Phoenix und Meredith Salenger hätten Probleme damit, ihre Dialogzeilen glaubwürdig wiederzugeben. Ione Skye wirke „höchst gelangweilt“. Ann Magnuson mache „fabelhafte“ Arbeit.
Die Londoner Zeitschrift Time Out schrieb, der Film habe den Charme der „rosafarbenen“ Erinnerungen und sei häufig sehr witzig. Er sei jedoch tempoarm und wirke länger als er sei. Die Sexszenen würden nicht überzeugend wirken.

## Auszeichnungen
Meredith Salenger wurde im Jahr 1989 für den Young Artist Award nominiert.